# Тест Соловея — Штрассена
Тест Соловея — Штрассена — імовірнісний тест простоти, відкритий у 1970-х роках Робертом Мартіном Соловеем спільно з Фолькером Штрассеном. Тест завжди коректно визначає, що просте число є простим, але для складених чисел з деякою ймовірністю він може дати неправильну відповідь. Основна перевага тесту полягає в тому, що він, на відміну від тесту Ферма, розпізнає числа Кармайкла як складені.

## Історія
У 17 столітті Ферма довів твердження, назване пізніше малою теоремою Ферма, що слугує основою тесту Ферма на простоту:
Якщо n — просте і a не ділиться на n, то {\displaystyle a^{n-1}\equiv 1{\pmod {n}}}.
Ця перевірка для заданого n не вимагає великих обчислень, однак твердження, протилежне цьому, є невірним. Так, існують числа Кармайкла, які є складеними, для яких твердження, наведене в малій теоремі Ферма, виконується для всіх цілих чисел взаємнопростих з заданим числом. У 1994 році було показано, що таких чисел нескінченно багато. У зв'язку з виявленим недоліком тесту Ферма, актуальності набуло завдання збільшення достовірності ймовірнісних тестів. Першим тест, що відсіює числа Кармайкла як складені, запропонував Леманн. Цей недолік відсутній також у тестах Соловея — Штрассена і Міллера — Рабіна за рахунок більш сильного критерію відсіву, ніж мала теорема Ферма. Незалежно від один одного Д. Лемер в 1976 році і Р. Соловей спільно з Ф. Штрассеном в 1977 році довели, що аналога чисел Кармайкла, які є складеними і одночасно ейлеровими псевдопростими, немає. На основі цього і був запропонований тест Соловея — Штрассена на простоту, він був опублікований в 1977 році, доповнення до нього в 1978 році.

## Обґрунтування
Тест Соловея — Штрассена спирається на малу теорему Ферма і властивості символу Якобі:
- Якщо n — непарне складене число, то кількість цілих чисел a, взаємнопростих з n і менших n, що задовольняють порівнянню {\displaystyle \textstyle a^{(n-1)/2}\equiv \left({\frac {a}{n}}\right){\pmod {n}}}не перевищує {\displaystyle {\frac {n}{2}}}.

Складені числа n, що задовольняють цьому порівнянню називаються псевдопростими Ейлера-Якобі за основою a.

## Алгоритм Соловея— Штрассена
Алгоритм Соловея — Штрассена параметризується кількістю ітерацій k. У кожній ітерації випадковим чином вибирається число a < n. Якщо НСД(a,n) > 1, то виноситься рішення, що n - складене. Інакше перевіряється справедливість порівняння {\displaystyle \textstyle a^{(n-1)/2}\equiv \left({a \over n}\right){\pmod {n}}}. Якщо воно не виконується, то виноситься рішення, що n — складене. Якщо це порівняння виконується, то a є свідком простоти числа n. Далі вибирається інше випадкове a і процедура повторюється. Після знаходження k свідків простоти в k ітераціях виноситься висновок, що n є простим числом з імовірністю {\displaystyle \textstyle 1-2^{-k}}.
На псевдокоді алгоритм може бути записаний наступним чином:
```
 
Ввід
: 

  

    

      

        
n

      

    

    
{\displaystyle n}

  

 > 2, непарне натуральне число, що тестується;
      

  

    

      

        
k

      

    

    
{\displaystyle k}

  

, параметр, що визначає точність тесту.

Вивід
: 
складене
, означає, що 

  

    

      

        
n

      

    

    
{\displaystyle n}

  

 точно складене;
       
ймовірно просте
, означає, що 

  

    

      

        
n

      

    

    
{\displaystyle n}

  

 ймовірно є простим.

for
 
i
 = 1, 2, ..., 

  

    

      

        
k

      

    

    
{\displaystyle k}

  

:
   

  

    

      

        
a

      

    

    
{\displaystyle a}

  

 = випадкове ціле від 2 до 

  

    

      

        
n

        
−

        
1

      

    

    
{\displaystyle n-1}

  

, включно;
   
якщо
 
НСД
(a, n) > 1, 
тоді
:
       
вивести
, що 

  

    

      

        
n

      

    

    
{\displaystyle n}

  

 — складене, і 
зупинитися
.
   
якщо
 

  

    

      

        

          
a

          

            
(

            
n

            
−

            
1

            
)

            

              
/

            

            
2

          

        

        
≢

        

          
(

          

            

              
a

              
n

            

          

          
)

        

        

          

          
(

          
mod

          

          
n

          
)

        

      

    

    
{\displaystyle a^{(n-1)/2}\not \equiv \left({a \over n}\right){\pmod {n}}}

  

, 
тоді
: 
       
вивести
, що 

  

    

      

        
n

      

    

    
{\displaystyle n}

  

 — 
складене
, і 
зупинитися
.

інакше вивести
, що 

  

    

      

        
n

      

    

    
{\displaystyle n}

  

 — 
просте  зі ймовірністю 

  

    

      

        

          
1

          
−

          

            
2

            

              
−

              
k

            

          

        

      

    

    
{\displaystyle \textstyle 1-2^{-k}}

  

, і 
зупинитися
.
```

## Приклад застосування алгоритму
Перевіримо число n = 19 на простоту. Виберемо параметр точності k = 2.
```
 k = 1
 Виберемо довільне число 
a
 = 11; 2 < a < n - 1
 Перевіримо умову НСД(a,n)>1
 НСД(11,19)=1; отже, перевіряємо виконання порівняння 

  

    

      

        

          

            
a

            

              
(

              
n

              
−

              
1

              
)

              

                
/

              

              
2

            

          

          
≡

          

            
(

            

              

                
a

                
n

              

            

            
)

          

          

            

            
(

            
mod

            

            
n

            
)

          

        

      

    

    
{\displaystyle \textstyle a^{(n-1)/2}\equiv \left({\frac {a}{n}}\right){\pmod {n}}}

  

  
 

  

    

      

        
r

        
=

        

          
(

          

            

              
a

              
n

            

          

          
)

        

        
=

        

          
(

          

            

              
11

              
19

            

          

          
)

        

        
=

        
1

      

    

    
{\displaystyle r=\left({\frac {a}{n}}\right)=\left({\frac {11}{19}}\right)=1}

  

 

  

    

      

        

          
s

          
=

          

            
a

            

              
(

              
n

              
−

              
1

              
)

              

                
/

              

              
2

            

          

          
=

          

            
11

            

              
(

              
19

              
−

              
1

              
)

              

                
/

              

              
2

            

          

          

            

            
(

            
mod

            

            
19

            
)

          

          
=

          
1

        

      

    

    
{\displaystyle \textstyle s=a^{(n-1)/2}=11^{(19-1)/2}{\pmod {19}}=1}

  

 Отримали, що 

  

    

      

        

          
r

          
=

          
s

        

      

    

    
{\displaystyle \textstyle r=s}

  

, тому переходимо до наступної ітерації
```

```
 k = 2
 Виберемо довільне число 
a
 = 5; 2 < a < n - 1
 Перевіримо умову НСД(a,n)>1
 НСД(5,19)=1; отже, перевіряємо виконання порівняння 

  

    

      

        

          

            
a

            

              
(

              
n

              
−

              
1

              
)

              

                
/

              

              
2

            

          

          
≡

          

            
(

            

              

                
a

                
n

              

            

            
)

          

          

            

            
(

            
mod

            

            
n

            
)

          

        

      

    

    
{\displaystyle \textstyle a^{(n-1)/2}\equiv \left({\frac {a}{n}}\right){\pmod {n}}}

  

  
 

  

    

      

        
r

        
=

        

          
(

          

            

              
a

              
n

            

          

          
)

        

        
=

        

          
(

          

            

              
5

              
19

            

          

          
)

        

        
=

        
1

      

    

    
{\displaystyle r=\left({\frac {a}{n}}\right)=\left({\frac {5}{19}}\right)=1}

  

 

  

    

      

        

          
s

          
=

          

            
a

            

              
(

              
n

              
−

              
1

              
)

              

                
/

              

              
2

            

          

          
=

          

            
5

            

              
(

              
19

              
−

              
1

              
)

              

                
/

              

              
2

            

          

          

            

            
(

            
mod

            

            
19

            
)

          

          
=

          
1

        

      

    

    
{\displaystyle \textstyle s=a^{(n-1)/2}=5^{(19-1)/2}{\pmod {19}}=1}

  

 

  

    

      

        

          
r

          
=

          
s

        

      

    

    
{\displaystyle \textstyle r=s}

  

 і це була остання ітерація, звідси робимо висновок, що 19 - просте число з імовірністю 

  

    

      

        
1

        
−

        

          
2

          

            
−

            
2

          

        

      

    

    
{\displaystyle 1-2^{-2}}

  

```

## Обчислювальна складність і точність
- Точність у порівнянні з іншими ймовірнісними тестами на простоту (тут k — число незалежних ітерацій)

| назва тесту         | ймовірність (що число складене) | примітки                                 |
| ------------------- | ------------------------------- | ---------------------------------------- |
| Ферма               | {\textstyle 2^{-k}}             | не розпізнає числа Кармайкла як складені |
| Леманна             | {\displaystyle 2^{-k}}          |                                          |
| Соловея — Штрассена | {\displaystyle 2^{-k}}          |                                          |

- Теоретична складність обчислень всіх наведених у таблиці тестів оцінюється як {\displaystyle O(\log ^{3}n)}.[3]
- Алгоритм вимагає {\displaystyle O(k\log _{2}m)} операцій над довгими цілими числами.
- При реалізації алгоритму, для зниження обчислювальної складності, числа a вибираються з інтервалу 0 < a < c < n, де c — константа рівна максимально можливому значенню натурального числа, що міститься в одному регістрі процесора.[5]

## Застосування
Ймовірнісні тести застосовуються в системах заснованих на проблемі факторизації, наприклад RSA або схема Рабіна. Однак на практиці ступінь достовірності тесту Соловея — Штрассена не є достатньою, замість нього використовується тест Міллера — Рабіна. Більш того, використовуються об'єднані алгоритми, наприклад пробний поділ і тест Міллера — Рабіна, при правильному виборі параметрів можна отримати кращі результати, ніж при застосуванні кожного тесту окремо.

## Поліпшення тесту
У 2005 році на Міжнародній конференції Bit+ «Informational Technologies -2005» А. А. Балабанов, А. Ф. Агафонов, В. А. Рику запропонували модернізований тест Соловея — Штрассена. Тест Соловея — Штрассена заснований на обчисленні символу Якобі, що займає час, еквівалентний {\displaystyle \log _{2}n}. Ідея поліпшення полягає в тому, щоб у відповідності з теоремою квадратичного закону взаємності Гаусса, перейти до обчислення величини {\displaystyle \left({\frac {n}{a}}\right)},що є оберненою символу Якобі, що є більш простою процедурою..

## Див. також
- Псевдопросте число